# (29305) 1993 TJ38
A (29305) 1993 TJ38 a Naprendszer kisbolygóövében található aszteroida. Eric Walter Elst fedezte fel 1993. október 9-én.